# Vera (Spania)
Vera este o municipalitate și un oraș din provincia Almería, Andaluzia, Spania, cu o populație de 7.970 locuitori.